# Evelyne Leu
Evelyne Leu (n. 7 iulie 1976, Bottmingen⁠(d), Cantonul Basel-Provincie, Elveția) este o sportivă ce a reprezentat Elveția, medaliată olimpică. A participat la 4 ediții ale Jocurilor Olimpice (1998, 2002, 2006, 2010) în care a câștigat o medalie de aur.